# 농가집성
《농가집성》(農家集成)은 효종 6년에 신속이 간행한 농서이다. 이 책은 <농사직설> <금양잡록(衿陽雜錄)> <사시찬요초(四時簒要抄)> 등의 농서와 세종의 <권농교문(勸農敎文)> 및 주자의 <농사직설>을 증보한 것이었다. 이 시기에는 양란후의 경제재건이라는 점에서 농서가 필요하였지만, 그것을 편찬할 만한 준비는 되어 있지 않았다. 그러므로 이 시기에는 전기의 제(諸)농서라도 우선 복간하는 것이 급선무였다. 이것이 이 책 편찬의 배경이 되었다. 이 책이 <농사직설>과 근본적으로 다른 점은 이앙법에 대한 대대적인 증보에 있다. 이로써 <농사직설>에서의 수도(水稻)농법의 기본 방향은 크게 전환되었다. 이러한 사실은 이 시기의 농업기술이 이전에 비해 일층 발전되고 있음을 보여준다. 또한 이 책에서 언급된 토지소유문제, 농업경영문제, 농정이념은 구래의 농정사상을 한충 더 심화시킨 바가 있었다.

## 같이 보기
- 농사직설